# Jack Smyth
Jack Smyth (eigentlich John Clawson Smyth; * 24. März 1936; † 18. September 2007) war ein kanadischer Weit- und Dreispringer.
Bei den British Empire and Commonwealth Games 1954 in Vancouver wurde er Siebter im Dreisprung. Vier Jahre später gewann er bei den British Empire and Commonwealth Games 1958 in Cardiff Silber im Dreisprung mit seiner persönlichen Bestleistung von 15,69 m und wurde Siebter im Weitsprung.
1959 wurde er bei den Panamerikanischen Spielen in Chicago Vierter im Dreisprung.
Viermal wurde er Kanadischer Meister im Dreisprung (1956, 1958–1960) und zweimal im Weitsprung (1958, 1959).
1982 wurde er in die Manitoba Sports Hall of Fame aufgenommen.